# 美国原子能委员会
美國原子能委員會（英語：United States Atomic Energy Commission）是美國國會在二戰以後立法設立的政府機構，目的是提倡、管理原子能在科學及科技上的和平用途。杜魯門總統在1946年8月1日簽署了將軍方對核能的掌控權轉移到上述文官機構的1946年原子能法案，這個法案在1947年元旦生效。
1946年原子能法案反映了美國國會在戰後對於原子能可以促進世界和平、公共福利及企業自由競爭的樂觀態度，然而杜魯門總統在經過政界、軍界及科學界多方激辯以後才簽署法案。戴维·E·李林塔尔（David Lilienthal）被任命為第一任原子能委員會主席。
國會賦予新的原子能委員會特殊的獨立職權：委員會可以自由任用專家學者，不適用一般文官體制的規定；為了安全考量，美國所有的核生產設備、核反應爐、相關技術資訊及研究結果都由該委員會掌控。美國國家實驗室系統（National Laboratory system）就是建立在曼哈頓計劃的基礎上，而其中阿貢國家實驗室是1946年原子能法案授權執行原子能委員會任務的第一批實驗室之一。
在美國核能管理委員會（Nuclear Regulatory Commission）設立之前，核子管制是屬於原子能委員會的業務。1954年美國國會通過了原子能法案修正案，賦予原子能委員會促進並管制核能的使用的職權，使得商用核能的發展變成可行。於是原子能委員會必須訂定管制標準保護一般民眾的安全，同時又要避免訂定太嚴格的標準限制工業的發展，這是一件很困難的事。而在1960年代許多核管制標準被批評太弱，包括輻射劑量標準、環境保護標準、核反應爐的位置與安全標準。1974年國會終於決定將原子能委員會的業務一分為二，根據1974年能源組織改組法（Energy Reorganization Act），核管制業務交由核能管理委員會執行（1975年1月19日開始運作），而促進核能利用的業務交由能源研究與發展局（Energy Research and Development Administration，後來併入能源部）執行。

## 歷任主席
| 任期      | 姓名               | 在位總統                                |
| --------- | ------------------ | --------------------------------------- |
| 1946-1950 | 戴维·E·李林塔尔    | 哈利·S·杜鲁门                           |
| 1950-1953 | 戈登·迪恩          | 哈利·S·杜鲁门                           |
| 1953-1958 | 刘易斯·斯特劳斯    | 德怀特·艾森豪威尔                       |
| 1958-1960 | 约翰·A·麦科恩      | 德怀特·艾森豪威尔                       |
| 1961-1971 | 格倫·西奧多·西博格 | 约翰·肯尼迪、林登·约翰逊、理查德·尼克松 |
| 1971-1973 | 詹姆斯·R·施莱辛格  | 理查德·尼克松                           |
| 1973-1974 | 迪克西·李·雷       | 理查德·尼克松                           |

## 延伸閱讀
- Buck, Alice L. A History of the Atomic Energy Commission. U.S. Department of Energy, DOE/ES-0003. July 1983. PDF檔 （页面存档备份，存于）
- Richard G. Hewlett; Oscar E. Anderson. The New World, 1939-1946. University Park: Pennsylvania State University Press, 1962.
- Richard G. Hewlett; Francis Duncan. Atomic Shield, 1947-1952. University Park: Pennsylvania State University Press, 1969.
- Richard G. Hewlett; Jack M. Holl. Atoms for Peace and War, 1953-1961: Eisenhower and the Atomic Energy Commission. Berkeley: University of California Press, 1989.